# Eunidia strigata
Eunidia strigata är en skalbaggsart som beskrevs av Olof Immanuel von Fåhraeus 1872. Eunidia strigata ingår i släktet Eunidia och familjen långhorningar.
Artens utbredningsområde är:
- Botswana.
- Moçambique.
- Zimbabwe.

Inga underarter finns listade i Catalogue of Life.